# Coteaux Varois en Provence

Überblick über die Weinbaugebiete der Provence

Das Weinbaugebiet Coteaux Varois en Provence liegt zentral in der französischen Weinbauregion Provence. Sie ist in die Appellation Côtes de Provence eingebettet. Die Weinberge, die seit dem 26. März 1993 über den Status einer Appellation d’Origine Contrôlée (kurz AOC) verfügen, umfassen 1.750 Hektar Rebfläche in 28 Gemeinden des Département Var. Die Weine, die sich zu 60 % auf Roséwein, 35 % Rotwein und 5 % auf Weißwein aufteilen, werden von 15 Winzergenossenschaften sowie 62 selbstvermarktenden Weingütern ausgebaut.
Die Flächen liegen in der unmittelbaren Umgebung der Stadt Brignoles, einem einstigen Sitz der Grafen der Provence, und befinden sich auf einer Höhe von 200 bis 500 m, wobei das Mittel bei 350 m liegt. Das höchste Qualitätspotenzial bieten die Flächen der Gemeinden Pontévès, Néoules und Villecroze. Das Gebiet verfügt über ein mediterranes Klima mit einer jährlichen Niederschlagsmenge von 700–900 mm und einer mittleren Sonnenscheindauer von ca. 2900 Stunden/Jahr.
Im Jahr 2005 wurde der Name Coteaux varois um den Zusatz en Provence erweitert. Dies soll eine bessere Identifikation mit der Region Provence ermöglichen und dem Wein bessere Vermarktungsmöglichkeiten eröffnen.
Generell gilt eine Erntebeschränkung von max. 55 Hektoliter/Hektar. Der Mindestalkoholgehalt der Weine liegt bei 11 Vol.-%.
- Rotwein und Roséwein wird aus mindestens zwei der Haupt-Rebsorten Cinsault, Mourvèdre, Syrah und Grenache gekeltert. Der gemeinsame Anteil dieser Sorten beträgt mindestens 80 %. Weiterhin sind die Sorten Carignan, Cabernet Sauvignon und Tibouren zugelassen. In den Roséweinen dürfen des Weiteren max. 10 % weiße Rebsorten enthalten sein. Sortenreine Weine sind in dieser Appellation nicht erlaubt. Ein Mindestanteil von 20 % des Roséweins muss mit dem Saignée-Verfahren gewonnen werden. Während die Rotweine während 3–5 Jahren gelagert werden können und bei einer Temperatur von 15–16 °C getrunken werden sollten, sind die Roséweine zum schnellen Genuss bei einer Temperatur von 8–10 °C gedacht.

- Der Weißwein wird aus Vermentino (hier auch Rolle genannt; sein Anteil beträgt mindestens 30 %), maximal 30 % Sémillon, maximal 25 % Ugni Blanc, sowie den Nebensorten Clairette Blanche und Grenache Blanc. Die Weißweine sollten bei frischen 8–10 °C in ihrer Jugend genossen werden

## Zugelassene Gemeinden
Barjols, Bras, Brignoles, Brue-Auriac, Camps-la-Source, La Celle, Châteauvert, Forcalqueiret, Garéoult, Méounes-lès-Montrieux, Nans-les-Pins, Néoules, Ollières, Pontevès, Rocbaron, La Roquebrussanne, Rougiers, Sainte-Anastasie-sur-Issole, Saint-Maximin-la-Sainte-Baume, Saint-Zacharie, Salernes, Seillons-Source-d’Argens, Signes, Tavernes, Tourves, Le Val, Varages, Villecroze.